# Bányászhimnusz
Selmecbányán keletkezett a bányászhimnusz, amely az egykori Magyarországon mindenütt elterjedt a magyar bányászok között. Selmecbányától Tatabányán és Aknaszlatinán keresztül a székelyföldi Parajdig a bányászok ezt énekelték. Nem tudni, mikor fordították szlovákra, de a felvidéki bányászok is himnuszként éneklik.

## Története
A két dalból szerkesztett himnusz mai formájában először 1905-ben jelent meg Tassonyi Ernő Aki a párját keresi című selmeci diákregényében. Első részének szövege Kunoss Endre verse (1838), második része pedig a Felső-Sziléziában a 19. század eleje óta ismert ún. Tarnowitzi Bányászdal: „Schon wieder tönt von Thurme/Schachte/ her…” (Selmec, 1837). Valószínűleg A bányarém című regényes daljáték (Szerdahelyi–Vahot, 1855) révén vált ismertté. Ma elfogadott formája valószínűleg 1880 körül alakulhatott ki.

## Szövege
Szerencse fel! Szerencse le!

Ilyen a bányász élete.

Váratlan vész rohanja meg,

Mint bérctetőt a fergeteg.
Nem kincs után sóvárgok én,

Bányász kislányt óhajtok én.

Bányász kislányt óhajt szívem,

Ki szívemben bányász legyen.
És hogyha majd a föld ölében végóránkat éljük,

Isten kezében életünk, Ő megsegít reméljük!

S te kisleány, ne bánkódjál,

Bányásznak halni szép halál,

Egekbe szállani fel, fel!

Szerencse fel! Szerencse fel! Szerencse fel!